# Homovore
Homovore este albumul de debut al formației americane de goregrind/deathgrind Cattle Decapitation.

## Tracklist
1. "Mauled" - 03:28
2. "Joined At The Ass" - 01:21
3. "Open Human Head Experiments With Bleach Laquer and Epoxy" - 01:07
4. "Diarrhea Of The Mouth" - 00:41
5. "Headcheese" - 01:00
6. "Colostomy Jigsaw Puzzle" - 00:35
7. "Pepe's Trepes" - 00:49
8. "Release The Gimp" - 00:54
9. "The Roadside Dead (Detrunked Stumpification Through Roadrash)" - 00:57
10. "Carnal Fecophelia Due To Prolonged Exposure To Methane" - 02:11
11. "Icepick Gag Reflex" - 00:54
12. "Bathing In A Grease Disposal Unit" - 00:33
13. "Molested / Digested" - 02:46
14. "Wine Of The Sanguine" - 00:37
15. "Ride 'em Cowboy" - 00:53
16. "Human Jerky And The Active Cultures" - 02:54

## Componență
- Travis Ryan (voce)
- Gabe Serbian (chitară)
- Dave Astor (tobe)

## Invitați
- Sonny Kay (voce)
- William Keeton (voce)